# Godiva Chocolatier
Godiva Chocolatier es un fabricante de bombones de lujo y otros productos. La empresa, fundada en Bélgica en 1926, fue adquirida por el Yıldız Holding turco, propietario del Grupo Ülker, a principios de 2008. Godiva posee y gestiona más de 450 boutiques y tiendas en los Estados Unidos, Canadá, Europa y Asia, y sus productos están disponibles a través de unos 10 000 minoristas especializados.
Además de bombones, Godiva también vende trufas, café, cacao, galletas, frutas y dulces bañados, licores de chocolate («Chocolixir»), obsequios de bodas y fiestas y otros productos dispuestos en cestas de regalo. El producto estrella de Godiva es el Gold Ballotin de bombones. Godiva también produce bombones de temporada y en ediciones limitadas con envases especiales para todas las fiestas principales. También cuenta con acuerdos de licencia para la producción de helados, tartas de queso, cápsulas de café y licores con varios sabores relacionados con el chocolate.
Su Principal competidora es la casa chocolatera de lujo Lindt & Sprüngli

## Historia
Godiva fue fundada en 1926 en Bruselas (Bélgica) por Joseph Draps. Draps abrió su primera boutique en la Grand Place de Bruselas bajo su nombre actual, en honor de la leyenda de Lady Godiva. La primera tienda Godiva fuera de Bélgica fue abierta en París en 1958. En 1966, los productos de la compañía llegaron a Estados Unidos, donde fueron vendidos en grandes almacenes de lujo. El año siguiente fue comprada por la Campbell Soup Company. En 1972 abrió la primera boutique Godiva en Norteamérica en la Quinta Avenida neoyorquina.
En 2007 Godiva tuvo unas ventas anuales de aproximadamente 500 millones de dólares. En agosto de ese año, Campbell anunció que iba a «explorar alternativas estratégicas, incluyendo una posible desinversión, para su negocio Godiva Chocolatier». La compañía dijo que «el negocio de bombones de lujo no encaja con el enfoque estratégico de Campbell en las comidas sencillas».
El 20 de diciembre de 2007, Campbell anunció que había firmado un acuerdo para vender Godiva a la empresa con sede en Estambul (Turquía) Yıldız Holding, propietaria del Grupo Ülker, el principal fabricante de productos alimenticios de la industria turca. La adquisición finalizó el 18 de marzo de 2008 por 850 millones de dólares.